# Jean-Louis Beyerlé
Jean-Louis de Beyerlé, né le 6 janvier 1709 à Strasbourg, et mort le 1er septembre 1786 à Bischheim, est un économiste, propriétaire de la faïencerie de Niderviller, avocat au Parlement de Metz, directeur de la Monnaie de Strasbourg, puis imprimeur à Paris.

## Biographie
Descendant d'une famille originaire de Prague, installée au milieu du XVIIe siècle à Strasbourg, son père Jean-Valentin Beyerlé fut ammestre de la ville en 1740 et en 1746, seigneur de Niderviller, Wuishviller et Schnekenbush, écuyer, conseiller et trésorier du Roi, directeur de la Monnaie de Strasbourg.
La manufacture de faïence de Niderviller doit à Jean-Louis Beyerlé son premier essor. Il s'en rendit acquéreur en 1748, 13 ans après sa fondation et la revendit en 1770 au comte Adam-Philippe de Custine. Son épouse, Jeanne Chalon, fille d'un riche banquier de Strasbourg, s'impliqua également dans l'entreprise, dans le domaine artistique.

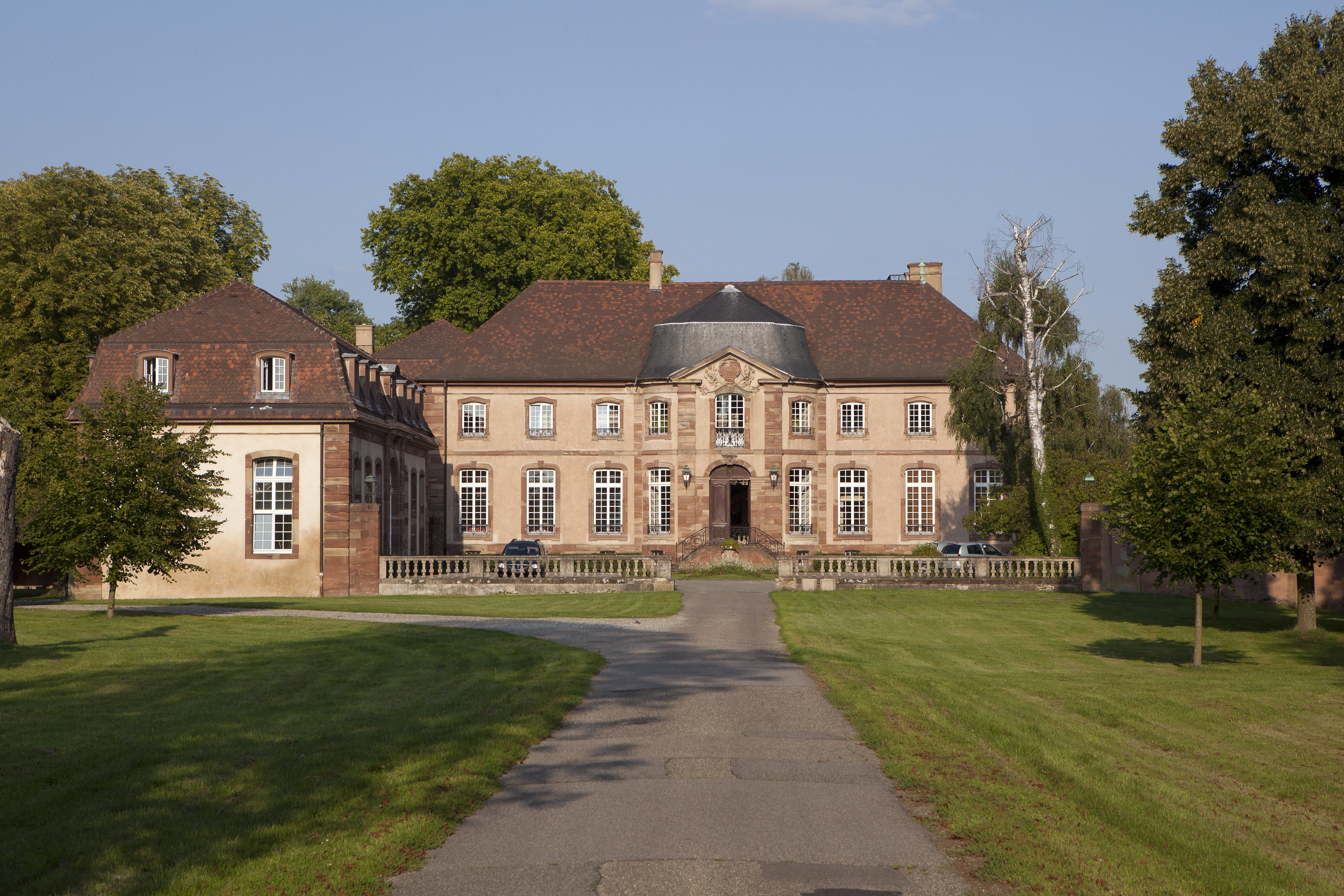
Château de la Cour d’Angleterre.

Il acheta à Jean de Dietrich, le Château de la Cour d'Angleterre et il fut le maître d’œuvre du parterre régulier et du jardin d'agrément. Il fut aussi propriétaire de la Villa Kayserguet.

### L’affaire du «Louis d’or à la corne»
En 1786, un employé de la Monnaie de Strasbourg, soudoyé par le cardinal de Rohan désireux de se venger de sa mise à l’écart de la Cour, après l'affaire du collier de la reine, aurait modifié le coin de frappe, faisant apparaître des cornes sur le front du souverain. Le scandale est connu sous le nom de  « Louis d'or à la corne ». La refonte et la refrappe des louis « à la corne » ont été ordonnées aux frais de Jean-Louis Beyerlé, condamné en outre à une lourde amende (350 000 livres). Ruiné financièrement et moralement, Jean-Louis Beyerlé meurt la même année, après avoir remis sa charge à son gendre François-Xavier Reiset.